# Sofia Paldanius
Sofia Paldanius (Gotemburgo, 16 de marzo de 1979) es una deportista sueca que compitió en piragüismo en la modalidad de aguas tranquilas. Ganó cuatro medallas en el Campeonato Mundial de Piragüismo entre los años 2006 y 2010, y siete medallas en el Campeonato Europeo de Piragüismo entre los años 2005 y 2014.

## Palmarés internacional
| Campeonato Mundial | Campeonato Mundial       | Campeonato Mundial | Campeonato Mundial |
| Año                | Lugar                    | Medalla            | Competición        |
| ------------------ | ------------------------ | ------------------ | ------------------ |
| 2006               | Szeged (Hungría)         | Medalla de bronce  | K4 200 m           |
| 2007               | Duisburgo (Alemania)     | Medalla de bronce  | K1 1000 m          |
| 2009               | Dartmouth (Canadá)       | Medalla de bronce  | K2 500 m           |
| 2010               | Poznań (Polonia)         | Medalla de bronce  | K1 1000 m          |
| Campeonato Europeo |                          |                    |                    |
| Año                | Lugar                    | Medalla            | Competición        |
| 2005               | Poznań (Polonia)         | Medalla de plata   | K1 1000 m          |
| 2005               | Poznań (Polonia)         | Medalla de bronce  | K4 200 m           |
| 2006               | Račice (República Checa) | Medalla de bronce  | K4 200 m           |
| 2007               | Pontevedra (España)      | Medalla de oro     | K1 1000 m          |
| 2007               | Pontevedra (España)      | Medalla de bronce  | K4 200 m           |
| 2009               | Brandeburgo (Alemania)   | Medalla de oro     | K2 1000 m          |
| 2014               | Brandeburgo (Alemania)   | Medalla de plata   | K1 1000 m          |